# Lesní hřbitov (Nový Jáchymov)
Lesní hřbitov v Novém Jáchymově založil František Nittinger (1768-1839) na přelomu 30. let 19. století. Je přes den volně přístupný a nachází se v lese nad svahem u severního okraje obce. Na hřbitově jsou pochovány jak význačné osobnosti z doby rozmachu a provozu místních železáren, sléváren a těžby železné rudy, tak i další občané Nového Jáchymova a okolních obcí.
Ve středu hřbitova je umístěn velký kříž s Kristovým tělem. Řada hrobů je zdobena vysoce umělecky hodnotnými litinovými kříži, pomníky a náhrobními deskami, zhotovenými ve zdejších železárnách a slévárnách. Nejvíce se jich nachází v zadní, vzdálenější a patrně nejstarší části hřbitova, která již není příliš udržovaná a je poměrně dosti zarostlá.
Hřbitov je chráněn jako kulturní památka České republiky.